# Kazys
Kazys ist ein litauischer männlicher Vorname, abgekürzt von Kazimieras (abgeleitet von Kasimir).

## Ableitung
- Kazickas

## Namensträger
- Kazys Almenas (1935–2017), Autor, Ingenieur und Physiker
- Kazys Bobelis (1923–2013), Chirurg und Politiker, Mitglied des Seimas
- Kazys Bradūnas (1917–2009), Dichter
- Kazys Giedrys (1891–1926), Revolutionär und Politiker
- Kazys Grinius (1866–1950), Staatsmann, Präsident
- Kazys Grybauskas (* 1954), Förster und Politiker, Mitglied des Seimas
- Kazys Morkūnas (1925–2014), Glasmaler und Hochschullehrer
- Kazys Maksvytis (* 1960), Politiker,  Vizeminister für Landwirtschaft
- Kazys Pėdnyčia (* 1949), Rechtsanwalt
- Kazys Saja (* 1932), Schriftsteller und Politiker, Mitglied des Seimas
- Kazys Sivickis (* 1951), Politiker
- Kazys Škirpa (1895–1979),  Politiker und Diplomat, Botschafter, Oberst, Gründer von Lietuvių aktyvistų frontas
- Kazys Uscila (* 1945), Literatur-Übersetzer und Journalist
- Kazys Zulonas (* 1950), Politiker und General der Feuerwehr

Zwischenname
- Petras Kazys Makrickas, Bauingenieur und Politiker, Vizeminister, sowjetlitauischer Verkehrsminister